# Epigram
Epigram var hos grækerne oprindelig en indskrift på en offergave, et gravmæle og lignende, der skulle betegne genstanden og dens betydning. Det fik snart en poetisk udformning, ja blev en selvstændig digtart (en gren af den kontemplative lyrik eller tankedigtningen), der i en kort, knap, afrundet form (hos grækerne i almindelighed et "distikon") udtrykte et følelsesbetonet tankeindhold, der tilspidses til en komisk eller åndfuld pointe.
Lessing (Anmerkungen über das Epigramm, 1759) forklarer det som et lille digt, der i indskriftsstil vækker vor opmærksomhed og nysgerrighed over for emnet, holder den svævende et øjeblik og så tilfredsstiller den. I den (eller de) første linjer vækker det vor forventning, i den anden (eller følgende) løser det den på uventet sindrig eller pikant måde: i distikonet vækker heksametret forventningen, pentametret indeholder løsningen.
Et epigram virker altså ved de formelle følelser af forventning og løsning og ved en logisk-pikant pointe:

»Se, hvad Du aldrig så, min Ven!

To slette Vers fra Vibes Pen«.

For øvrigt tillader epigram den største frihed i indhold som i form, det kan være gnomisk, satirisk, lyrisk.
Grækerne og romerne
De talrige epigrammer af
græske digtere (Simonides fra Keos (ca 556–469 f.Kr.) var den ypperste
epigram-digter), i hvilke den højeste ynde veksler med
den kækkeste vittighed, blev i den byzantinske
tid samlet i omfangsrige antologier, af hvilke der findes flere.
Romerne overtog distikonformen fra grækerne, og anvendte epigrammet nærmest i
satirisk retning (Martial). Hos de romanske folk
var epigram i middelalderen og i 16. århundrede, særlig
hos de på latin skrivende humanister, et
våben til spot, i den itallienske litteratur gik det imidlertid
efterhånden over i madrigalens og til dels
sonettens form.
Frankrig, England og Tyskland
I Frankrig yndedes epigrammet meget,
særlig efter Clément Marot (1496-1544). I England efterlignede John Owen (1564-1622)
Martial i latinske epigrammer. Det kunstmæssige epigram i
det tyske sprog, der sluttede sig til de gamle,
begyndte først i 17. århundrede; det betydeligste i
denne retning ydede Friedrich von Logau (1605-55) med sine
Sinngedichte. Schillers og Goethes talrige epigrammer er
nærmest små tankedigte, der indeholder
sandheder i en åndfuld form, kun i Xenien
hvæsser de epigrammets brod. — Afledte former: epigrammatiker:
forfatter af epigrammer; epigrammatisk: kort og
fyndigt, rammende, bidende.
Nordmændene Holberg og Wessel skrev også epigrammer:
Han aad og drak, var aldrig glad,

Hans Støvlehæle gik han skieve;

Han ingen Ting bestille gad,

Tilsidst han gad ei heller leve.
Johan Herman Wessel: Digterens Gravskrift over sig selv
Per sætter Venskab højt og mangt et Venskab vinder.

Han kommer sammen med mindst hundrede – Veninder.
Ludvig Holberg